# Österreichisches Literaturforum
Als Österreichisches Literaturforum firmierte von Ende 1987 bis Mitte 1991 eine deutschsprachige Literaturzeitschrift, die vom LITTERA-Verein zur Förderung der Literatur unter Federführung von Johannes Diethart gegründet und in Wien verlegt wurde. Über das Ende der Literaturzeitschrift hinaus betreibt Johannes Diethart seit 1989 unter gleichem Label einen Buchverlag.
Wiewohl diese Literaturzeitschrift zum Teil heftige Debatten ausgelöst hat und von prominenten Beiträgern als Autoren unterstützt wurde, markierte bereits nach gut dreieinhalb Jahren das fünfzehnte Heft mit der Nummer 2/1991 ihr Ende. Soweit noch vorhanden, wurden die Restexemplare von dem verbliebenen Vertriebssystem der zuvor schon eingestellten Zeitschrift Limes (St. Pölten, 1986–1990) übernommen und noch bis 1996 zum Verkauf angeboten.

## Ausrichtung
Die Zeitschrift verstand sich als Publikationsforum für deutschsprachige Literatur aus Österreich und Deutschland, das aber auch fremdsprachige Beiträge aus anderen Ländern übersetzte. An den Übersetzungen beteiligten sich u. a. Carla Kraus und Herbert Kuhner.
Veröffentlicht wurden Lyrik, Kurzprosa, Romanauszüge, Essays, Rezensionen und Interviews. Wiewohl hier auch einführende Texte zur Literatur Eingang fanden, wurden Beiträge zu oder über „Literaturtheorien“ kategorisch abgelehnt. Den Textbeiträgen wurden zudem zahlreiche Zeichnungen und Karikaturen beigesellt, u. a. von Kolibri und Klaus Pitter.
Die Themenschwerpunkte wurden zuweilen allgemeiner gehalten wie in „Frauen“, „Kinder“ und „Satire“, meist aber enger gefasst wie z. B. in „DDR – Die sanfte Revolution“ bzw. „Abgenabelt – Eine LiteraChronik deutscher Länder“. In diesem u. a. vom in Berlin lebenden Ulrich Karger redaktionell mitbetreuten Heft (ÖLF IV.3/1990) kommentierten mit ihren Beiträgen auch zahlreiche deutsche Autoren aus Ost und West das seinerzeit frisch wiedervereinte Deutschland.

## Autoren (Auswahl)
| - Evelyn Adunka - Walter Bäck - Wolfgang Becvar - Sigrun Casper - Manfred Chobot - Milo Dor - Jutta Schutting - Franz-Josef Degenhardt - Ines Eck - Dietmar Füssel - Anne Gollin - Michael Guttenbrunner - Hadayatullah Hübsch - Hanns Dieter Hüsch | - Karin Ivancsics - Ivan Ivanji - Ulrich Karger - Matthias Kehle - Freya Klier - Stephan Krawczyk - Herbert Kuhner - Frank-Wolf Matthies - Norbert Ney - Lutz Rathenow - Gerhard Ruiss - Angela Steinmüller - Karlheinz Steinmüller - Hannes Vyoral - Achim Wannicke |

## Buchverlag
Parallel zur Literaturzeitschrift Österreichisches Literaturforum begründete dessen einstiger Chefredakteur Johannes Diethart 1989 einen Kleinverlag gleichen Namens, der bis heute (Stand: 2010) ca. 130 belletristische Buchtitel herausgegeben hat – unter den Autoren nicht wenige ehemalige Beiträger der Literaturzeitschrift.